# Сін'я (музикант)
Сін'я (яп. 真也, Shinya) (нар. 28 лютого 1978, Префектура Осака, Осака) — японський барабанщик, композитор. Найбільш відомий як учасник і один з гітаристів Visual Kei-метал групи Dir en Grey. Він був із групою з моменту її створення в 1997-му році і раніше був в «La: Sadie's», а перед цим, у його першій шкільній групі «Siva».
Сін'я ретельно приховує своє особисте життя, але він говорив, що розповість усе, коли йому виповниться 30, і що йому б хотілося одружитися несподівано для всіх. У перший раз Шиньї, коли він закінчив школу і отримав свободу і міг нарешті зробити те, що йому хотілося, волосся пофарбував йому Кьо. Сін'я завжди був схожий на дуже жіночну і зразкову дівчинку.

## Біографія
Про життя Шиньї мало що відомо. За його словами, він був досить звичайною дитиною.
З 7-го класу він купує установку на накопичені гроші і створює групу зі своїм шкільним товаришем, який захоплювався роком і був членом шкільного музичного клубу. По закінченні школи Сін'я заявив батькам, що не буде продовжувати навчання в коледжі і що він збирається стати професійним музикантом.
У 8-му класі Сін'я поміняв школу. На жаль, цей досвід був невдалим і призвів лише до того, що будучи в середній школі досить балакучим хлопчиком, у старшій він став замикатися в собі. До того ж приблизно в цей час у його сім'ї виникають фінансові проблеми, плюс до цього в новій школі йому так і не вдається створити групу. У ній не було навіть музичного гуртка.
Тому Шинья повернувся додому. Він виявив, що за час його відсутності вже з'явилося кілька груп, тому він знаходить старого друга і продовжує грати разом з ним. Наприкінці 9-го класу вони давали спільний з іншими групами концерт.
У 10-му класі Шинья каже, що хотів виступати у великих залах, і для цього він хотів мати довге волосся, а правила школи на цей рахунок були дуже суворими. Далі він зустрічає Кісакі, приймає рішення піти з «Siva», піти зі школи і переїхати в Токіо, де разом з Кісакі засновує «Ruby». Потім Кісакі з неї йде і Шинья, як лідер групи знаходить нового учасника. Однак під кінець, виявилося, що група в його послугах ні як ударника, ні як лідера не потребувала. Правда потім вони просили його повернутися, але Шинья вже зв'язався з Кісакі і був у складі його нової групи «Haijin Kurobarazoku» разом з Кьо. Потім до них приходить Каору, а Кьо знайомиться з Даєм. Всі хлопці засновують La: Sadies. Шиньї на той момент виповнилося 17 років.

### Особистість
Зовсім замкнутий і потайливий член гурту. Коли група тільки починала своє існування, всі члени жалілися на те, що ніяк не можуть його розговорити. Зараз схоже, що ситуація не така важка, хоч поза групою Шинья залишився все тим же темним коником.
Все його особисте життя залишається в категорії припущень. Спосіб життя — також… Він відмовляється розмовляти про кохання і жінок, пояснюючи це тим, що говоритиме про це тільки коли йому виповниться 30.
Однак, відомо, що він любить тварин. Особливо собак, у нього їх дві: Мію (chihuahua) і Паппі (papillon).
Невідомо, чи є що Шиньї приховувати насправді, або ж він робить це лише заради інтриги, але хлопці над ним з цього приводу часто знущаються. Наприклад, коли в 2003 році, Кьо заповнював анкету журналу, на питання «Ким би вам хотілося стати?» він написав: «Шіньою. І тоді б я дізнався все.»
Так само, Сін'я часто робить вибір протилежний тому, що вибирають інші члени. Це може відбуватися при обговоренні нової пісні або випуску продукції. При цьому він пручається і хлопців це трохи дратувало.
Також відома його деяка самозацикленість. Його цікавить тільки те, що стосується його самого. До решти ж, схоже, Шиньї справи немає.
Саме ці риси стали причиною постійних глузувань і знущань не тільки членів Dir en grey, а й журналістів, що беруть інтерв'ю у гурту.
Не сказати, що Шінью це не ображає, бо пару раз в інтерв'ю прослизали фрази про те, що йому хотілося б втекти з гурту або піти в іншу. Однак, що відомо на сто відсотків, так це те, що члени групи ставляться до нього як до свого молодшого брата, і що незважаючи на всі розіграші, вони люблять його і поважають як першокласного ударника.
За словами Тошіі Сін'я дуже завзятий. Ще він достатньо Обачливий, вміє строго себе контролювати. Віддає перевагу не мати жалю або не робити того, про що можна б було згодом шкодувати.
Не має хобі, або приховує. Обожнює музику. Не любить курити, але любить різноманітний алкоголь. Улюблена їжа: желе, салат і капуста, яловичина, спагеті.

### Композитор
За кількістю оголошених вигаданих пісень Сін'я займає третє місце. Музику його схарактеризувати досить складно. Мабуть, для неї властива сувора ритмічна картина, і сильна емоційне забарвлення. За стилем це може бути що завгодно, як красива балада типу hotarubi, так і важкий рок типу Fukai. Toriko, Yurameki, Raison d'etre, швидше попсові, Ugly і Umbrella — щось прогресивне або панківське.
Всі написані ним пісні дуже гарної якості, і їх по праву цінують як члени групи, так і фанати, які відносять fukai, що відрізняється крайньою експресією і пронизливістю до найкращих пісень групи, з яких потрібно починати своє знайомство з творчістю гурту.
Багато хто звинувачує Шінью в тому, що він захоплюється попсою. Але насправді це не зовсім так. Так, йому подобалася поп-музика, а й рок він любив ще з 7-го класу. А якщо говорити про пізній період, то з 2002 року Сін'я набагато уважніше ставиться до західних рок-командам, ніж до японських.

### Ударник
Сін'я — високопрофесійний ударник. Як людина, що визначився з кар'єрою ще будучи в школі, він наполегливо працює ось уже багато років, виконуючи дуже енерговитратні вправи для накачування м'язів і поліпшення своїх виконавчих здібностей.
Його соло просто приголомшливі. За його руками дуже складно встежити, а витривалість цього музиканта, який може весь концерт безперервно виконувати свої найскладніші партії просто вражає уяву.

### Зовнішність
У Терачі вельми незвичайна для японця зовнішність. Напевно, якщо ви побачите Шінью на вулиці, в натовпі перехожих, обов'язково обернетеся. Бліда шкіра, витягнуте обличчя, із завидною періодичністю міняють свій колір волосся — це все Шинья. Лінзи, що приховують справжній колір очей найчастіше блакитні. Повні, чи не більші губи, покриті шаром прозорої помади — теж у стилі Терачі. Шинья неймовірно худий, практично анорексичний, від чого його ключиці помітно випирають, а шия і зап'ястя здаються жіночими через тонкощі і навіть нема кого витонченості. Як вже було сказано вище, колір волосся Шіньі змінюється дуже часто, але все ж основне перевагу Терачі віддає світлим волоссю. Блондин з блакитними очима — Шинья майже європеєць, але видає його особлива риса всіх японців, маленький зріст — 170 см. Його вага всього 46 кг, але коли він сідає за барабанну установку в це стає дуже важко повірити.
У віжуал епоху він дуже красиво відігравав свої партії на сцені: він збирав своє волосся, залишаючи спадати кілька довгих пасмів, і коли під час виконання Сін'я робив рухи головою в такт музиці, це виглядало просто неймовірно красиво.
А ще Сін'я — найсильніший член гурту. Він дуже багато займався на тренажерах і, незважаючи на те, що його важко назвати атлетичної статури, мускулатура Шиньї розвинена чудово. Він був одноголосно визнаний найсильнішою членом групи на питання у решти членів під час інтерв'ю.
Зріст, вага, взуття, розмір: 170 см, 42 кг, 24-24,5 см, M.

### Інші деталі, подробиці
Знак зодіаку: Риби. Тип крові: Б.